# Millennium Biltmore Hotel
Le Millennium Biltmore Hotel est un hôtel de luxe situé au niveau de Pershing Square, dans le quartier de Downtown Los Angeles. Lors de son inauguration en 1923, le Los Angeles Biltmore était le plus grand hôtel à l'ouest de Chicago. En 1969, il est reconnu comme monument historique par la ville de Los Angeles.
Le groupe Regal Hotels fait l'acquisition du Biltmore en 1996, qui devient alors le Regal Biltmore Hotel, pour 60 millions de dollars. Trois ans plus tard, en novembre 1999, Regal Hotels cède l'ensemble de ses établissements hôteliers aux États-Unis au groupe britannique Millennium & Copthorne Hotels, dont le Biltmore, qui redevient le Los Angeles Biltmore Hotel.
À partir de 2009, l'hôtel devient un établissement à part entière du groupe Millennium & Copthorne Hotels, sous le nom de Millennium Biltmore Hotel.

## Histoire
Dès le début du projet, le Biltmore est conçu pour être le plus grand et le plus luxueux des hôtels de Los Angeles. C'est le cabinet d'architectes Schultze & Weaver, qui concevra quelques années plus tard le Waldorf-Astoria de New York, qui est choisi pour conduire la réalisation du chantier de 10 millions de dollars,. La construction de l'hôtel débute en 1921, et s'achève dix-huit mois plus tard. Le jour de son inauguration, le 2 octobre 1923, ce sont plus de 3 000 personnes qui sont présentes à la réception.
Durant les années 1940 et 1950, le Grand Avenue Bar du Biltmore Hotel devient un lieu de rencontre réputé pour les homosexuels de Los Angeles. En 1971, des activistes de la cause homosexuelle interrompent une conférence internationale de psychiatrie, qui prétend « guérir » les homosexuels à l'aide de chocs électriques. Les activistes, dont le Gay Liberation Front, entament alors un dialogue avec les participants. Deux ans plus tard, la société américaine de psychiatrie supprime l'homosexualité de la liste des maladies mentales.
En 1960, la Convention démocrate se tient du 11 au 15 juillet au Biltmore, et JFK remporte l'investiture pour l'élection présidentielle américaine de 1960 dès le premier tour de scrutin.

## Architecture
Le cabinet Schultze & Weaver a conçu l'extérieur du Biltmore comme une synthèse des styles néo-Renaissance, néo-méditerranéen (en) et Beaux Arts, hommage à l'héritage castillan de Los Angeles. Le Biltmore Angel se retrouve à de nombreuses reprises dans les décorations de l'hôtel, tant en tant que symbole de la ville que de l'hôtel lui-même. Avec une solide structure d'acier et de béton, le bâtiment couvre près d'un demi pâté de maisons, et s'élève sur onze étages.
Les propriétaires du Biltmore veulent le meilleur pour leur hôtel : ils exigent par exemple la présence d'un raccordement radio dans les 1 500 chambres que l'établissement compte à son ouverture, et les lustres du grand hall sont en verre de Murano. A contrario, les colonnes du hall sont creuses, et le plafond à caissons, censé être en bois ouvragé, est en fait en plâtre.
Les intérieurs de l'hôtel sont éminemment luxueux : on y trouve des fresques, des peintures murales, des fontaines et des colonnes de marbre sculpté, des plafonds à poutres apparentes, du travertin et des murs lambrissés de panneaux de chêne, des lustres en cristal gigantesques, des rambardes d'escalier et des portes en bronze, de la marqueterie, des tapisseries brodées et des draperies fines... À l'hôtel Biltmore, le luxe s'affiche partout.
Le peintre italien Giovanni Smeraldi, qui est déjà connu pour son travail au Vatican ou à la Maison-Blanche, est chargé en 1922 de réaliser la plupart des peintures murales de l'hôtel. Il décore notamment la grande salle de bal, qui peut accueillir jusqu'à sept cents personnes : Smeraldi et son équipe vont passer sept mois à décorer cette salle de fresques gigantesques composées de dieux grecs et romains, d'anges, de cupidons, de satyres et d'autres créatures mythologiques. La salle de bal est entièrement restaurée en 1980, sous la direction d'Anthony Heinsbergen, un ancien apprenti de Giovanni Smeraldi.
Le salon de thé Rendezvous Court — qui est l'ancien lobby de l'hôtel — possède un plafond de plâtre de style néo-mauresque rehaussé d'or, deux lustres d'origine importés d'Italie en 1923, et une grande porte en bronze de style néo-baroque, dont l'horloge astronomique continue de donner l'heure avec précision, encore aujourd'hui.
Deux statues encadrent l'escalier : sur la gauche, Cérès, déesse romaine de l'agriculture, et sur la droite l'explorateur espagnol Vasco Núñez de Balboa.
Le lobby actuel de l'entrée de l'hôtel qui donne sur Grand Avenue a conservé ses murs de travertin et ses boiseries de chêne, ainsi que son plafond dont les motifs répondent à ceux du tapis qui couvre le sol.

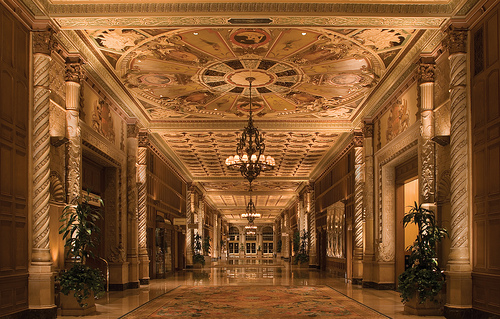
Millennium Biltmore Hotel Galleria

Chaque salle de bal du niveau de la grande galerie est décorée en fonction de la fonction originale de la pièce, ou de l'esprit « héritage californien » de l'hôtel :
- la Emerald Room est l'ancienne salle à manger de l'hôtel. Dans sa décoration, on retrouve des images de chasse et de cueillette, ainsi que des animaux et des poissons peints sur les poutres en plâtre moulé du plafond.
- la Tiffany Room est un ancien corridor, qui servait notamment à faciliter le service dans la Crystal Ballroom. Le décor de la salle s'articule autour du thème de l'exploration et de la découverte, avec des décors en relief et des panneaux représentant Isabelle Ire de Castille, Christophe Colomb ainsi que d'autres explorateurs espagnols du Nouveau-Monde.
- la Gold Room, qui s'étend sur deux niveaux, était une salle à manger réservée aux clients de marque. Elle a conservé des caches à alcool remontant à la Prohibition, et possède des panneaux amovibles au niveau du plafond qui permettent aux photographes de réaliser des prises de vues des événements s'y déroulant. Elle possède un plafond de plâtre moulé et doré, des panneaux muraux en bois peint, et neuf fenêtres en miroir sur trois de ses côtés.

La galerie sud est décorée de frises florales inspirées des décors de l'antique cité romaine de Pompéi, de balustrades de marbre, de lourds piliers et d'un plafond voûté. Un portail en fer forgé doré donne accès à un escalier qui descend vers le Biltmore Bowl, la plus grande des salles de réception de l'hôtel. Créée en 1928, cette salle possède une capacité d'accueil d'environ mille personnes. C'est dans cette salle que se sont tenues plusieurs cérémonies des Oscars, dont celle qui a vu Walt Disney remporter un Oscar d'honneur pour Blanche-Neige et les Sept Nains en 1939.
L'espace bien-être et la piscine intérieure de l'hôtel ont été dessinés sur le modèles des ponts des paquebots de luxe des années 1920 : encadrement des fenêtres et des portes en laiton, tout comme les rambardes, chaises longues en teck et mosaïques italiennes posées à la main, sur les murs comme dans la piscine. L'ensemble des mosaïques sont d'origine.

### Organisation
Après plusieurs réorganisations des espaces des chambres, le Biltmore, qui comptait 1500 chambres à son ouverture, en compte aujourd'hui 683. L'hôtel possède également 6 500 mètres carrés d'espaces de réception.

### Théâtre
Le succès commercial de l'hôtel pousse ses propriétaires à lui adjoindre un théâtre. Bâti entre 1924 et 1925, le Biltmore Theater fonctionnera jusqu'à la fin des années 1960. À cette époque, le Los Angeles Music Center, fruit des incessantes levées de fonds de Dorothy Buffum Chandler, ouvre ses portes : de nombreuses salles de spectacle cessent leur activité, et le Biltmore Theater ferme lui aussi ses portes.

### Restaurants

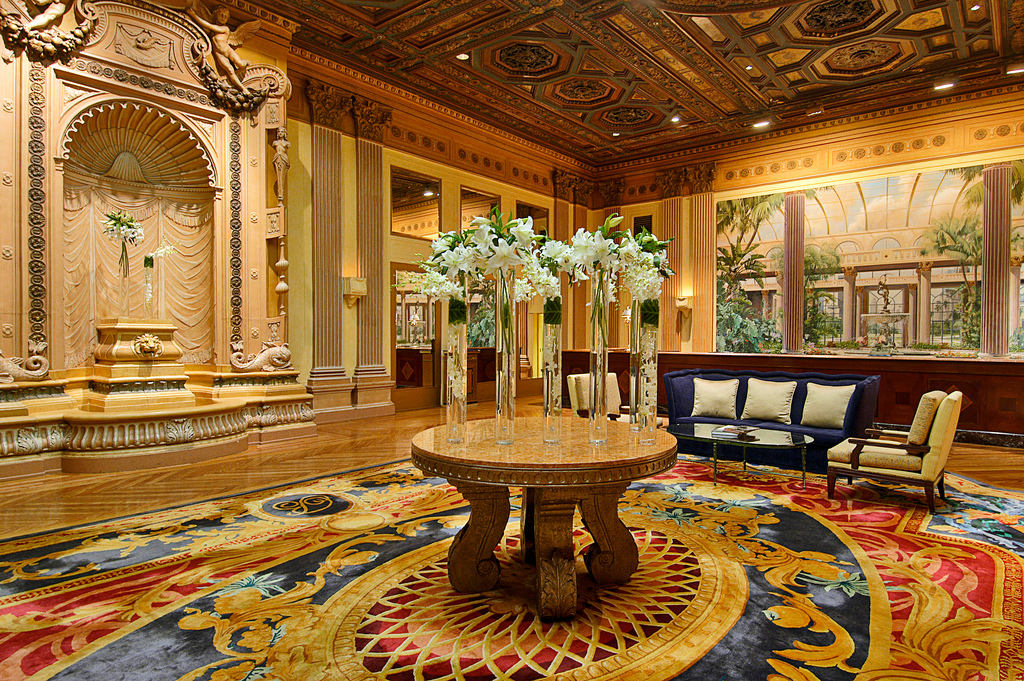
Le lobby du Biltmore

L'hôtel compte quatre restaurants : le Bugis Street Brasserie, le Gallery Bar, le Rendezvous Court et le Smeraldi's Restaurant. Ce dernier a été nommé en l'honneur de Giovanni Smeraldi, le peintre qui a réalisé la majorité des fresques et des peintures murales de l'hôtel. Smeraldi avait d'ailleurs demandé à ce qu'après sa mort, ses cendres soient scellées dans la fontaine du lobby.

## Événements
Le Los Angeles Biltmore Hotel a accueilli huit fois la cérémonie des Oscars entre 1931 et 1942.
En 2016, il accueille la 58e cérémonie des Southern California Journalism Awards, organisée par le Los Angeles Press Club.

## LeBiltmoredans la culture populaire
Le Biltmore apparaît dans de nombreuses séries télévisées comme Mad Men, Glee, À la Maison-Blanche ou encore Drôles de dames.
Au cinéma, on le voit dans des films comme Braquage à l'italienne, Chinatown, Le Flic de Beverly Hills, Spider-Man, Independence Day, etc. Dans Ghostbusters, c'est l'entrée du Biltmore qui est utilisée pour figurer le Sedgewick Hotel de New York.